# Pyrostria bibracteata
Pyrostria bibracteata là một loài thực vật có hoa trong họ Thiến thảo. Loài này được (Baker) Cavaco miêu tả khoa học đầu tiên năm 1968.